# Liste der Hochhäuser in Iowa
In der Liste der Hochhäuser in Iowa werden die höchsten Hochhäuser im US-Bundesstaat Iowa ab einer strukturellen Höhe von 50 Metern aufgezählt. Das bedeutet die Höhe bis zum höchsten Punkt des Gebäudes ohne Antenne. Aufgezählt werden nur fertiggestellte und im Bau befindliche Hochhäuser.

## Auflistung der Hochhäuser nach Höhe
| Nr. | Name                             | Stadt          | Höhe    | Etagen | Baujahr | Status |
| --- | -------------------------------- | -------------- | ------- | ------ | ------- | ------ |
| 1.  | 801 Grand                        | Des Moines     | 192 m   | 45     | 1991    | Erbaut |
| 2.  | Ruan Center                      | Des Moines     | 140,1 m | 36     | 1975    | Erbaut |
| 3.  | Des Moines Marriott              | Des Moines     | 111,3 m | 33     | 1981    | Erbaut |
| 4.  | Financial Center                 | Des Moines     | 105,2 m | 25     | 1973    | Erbaut |
| 5.  | Plaza Building                   | Des Moines     | 103,6 m | 25     | 1985    | Erbaut |
| 6.  | EMC Insurance Building           | Des Moines     | 99,1 m  | 19     | 1997    | Erbaut |
| =   | HUB Tower                        | Des Moines     | 99,1 m  | 20     | 1986    | Erbaut |
| 8.  | Equitable Building               | Des Moines     | 97 m    | 19     | 1924    | Erbaut |
| 9.  | Ligutti Towers                   | Des Moines     | 95,7 m  | 21     | 1987    | Erbaut |
| 10. | Alliant Tower                    | Cedar Rapids   | 86,9 m  | 21     | 1972    | Erbaut |
| 11. | Bank of America Building         | Des Moines     | 85,4 m  | 16     | 1966    | Erbaut |
| 12. | Iowa State Capitol               | Des Moines     | 83,5 m  | 4      | 1884    | Erbaut |
| 13. | Qwest Building Addition          | Des Moines     | 83,2 m  | 15     |         | Erbaut |
| 14. | Elsie Mason Manor                | Des Moines     | 77,4 m  | 17     | 1981    | Erbaut |
| 15. | Register & Tribune Building      | Des Moines     | 74,1 m  | 14     | 1916    | Erbaut |
| 16. | Wells Fargo Building             | Davenport      | 73,2 m  | 17     | 1927    | Erbaut |
| 17. | Park Place Apartments            | Des Moines     | 72,9 m  | 16     | 1986    | Erbaut |
| 18. | Cedar River Tower                | Cedar Rapids   | 72,2 m  | 25     | 1974    | Erbaut |
| 19. | Two Ruan Center                  | Des Moines     | 67,4 m  | 14     | 1982    | Erbaut |
| 20. | MidAmerican Building             | Davenport      | 67,1 m  | 15     | 1995    | Erbaut |
| 21. | Scottish Rite Manor              | Des Moines     | 63,8 m  | 14     | 1976    | Erbaut |
| 22. | APAC Building                    | Cedar Rapids   | 63 m    | 14     | 1983    | Erbaut |
| 23. | Davis Brown Tower                | Des Moines     | 62,6 m  | 13     | 2008    | Erbaut |
| 24. | Crowne Plaza Five Seasons Hotel  | Cedar Rapids   | 58,3 m  | 16     | 1979    | Erbaut |
| 25. | Des Moines Building              | Des Moines     | 57,9 m  | 14     | 1930    | Erbaut |
| =   | Quaker Oats Plant                | Cedar Rapids   | 57,9 m  | 13     | 1927    | Erbaut |
| 27. | The Kirkwood                     | Des Moines     | 56,5 m  | 12     | 1929    | Erbaut |
| 28. | Plymouth Place                   | Des Moines     | 54,7 m  | 12     | 1968    | Erbaut |
| 29. | Veterans' Memorial and City Hall | Cedar Rapids   | 53,3 m  | 10     | 1928    | Erbaut |
| 30. | 415 Liberty                      | Des Moines     | 53 m    | 12     | 1923    | Erbaut |
| 31. | Harrah's Council Bluffs          | Council Bluffs | 52,6 m  | 14     | 1996    | Erbaut |
| 32. | Midland Financial Building       | Des Moines     | 52,4 m  | 12     | 1913    | Erbaut |
| 33. | Principal Tower 5                | Des Moines     | 52 m    | 11     | 1986    | Erbaut |
| =   | Wells Fargo Financial Building   | Des Moines     | 52 m    | 11     | 2002    | Erbaut |
| 35. | Qwest Building                   | Des Moines     | 51,8 m  | 11     | 1928    | Erbaut |
| 36. | Badgerow Building                | Sioux City     | 51,5 m  | 12     | 1933    | Erbaut |
| 37. | US Bank Building                 | Cedar Rapids   | 50,6 m  | 12     | 1926    | Erbaut |
| 38. | The Barbican                     | Des Moines     | 50,1 m  | 11     | 1979    | Erbaut |
| =   | West Grand Towers                | Des Moines     | 50,1 m  | 11     | 1963    | Erbaut |